# Новий Гарбув
Новий Гарбув (пол. Nowy Garbów) — село в Польщі, у гміні Двікози Сандомирського повіту Свентокшиського воєводства.
Населення — 193 особи (2011).
У 1975-1998 роках село належало до Тарнобжезького воєводства.

## Демографія
Демографічна структура на день 31 березня 2011 року:
|          | Загалом | Допрацездатний вік | Працездатний вік | Постпрацездатний вік |
| -------- | ------- | ------------------ | ---------------- | -------------------- |
| Чоловіки | 86      | 9                  | 61               | 16                   |
| Жінки    | 107     | 19                 | 55               | 33                   |
| Разом    | 193     | 28                 | 116              | 49                   |